# かんなぎれい
かんなぎれい（男性、5月18日 - ）は、日本のゲームクリエイター（原画家）・イラストレーター。美少女ゲームブランドLillian元代表。2012年4月に株式会社ぺんしるを脱退し、5月より株式会社ホークアイに転籍、新ブランドmiraiを設立した。血液型はO型。

## 人物
- コミックマーケット70より、丸戸史明のオリジナルライトノベル『時空のデーモン めもらるクーク』シリーズの挿絵を手がけている[3]。
- 大学時代は漫研に所属していた。なお、OBに漫画家の岡本倫がいる。
- 好きな食べ物は、ラーメン・寿司[1]。

## 参加作品

### ゲーム
ぱじゃまソフト所属時(株式会社ぺんしる)
- 2001年4月27日 - ぷりずむ・ぼっくす
- 2003年2月28日 - パティシエなにゃんこ
- 2004年6月25日 - 奥さまは巫女?R
- 2005年5月27日 - プリンセスうぃっちぃず
- 2006年4月28日 - プリンセスうぃっちぃず EXCELLENT

Lillian所属時
- 2008年9月26日 - ティンクル☆くるせいだーす
- 2010年9月30日 - ティンクル☆くるせいだーすGoGo!（発売はアスキー・メディアワークス）
- 2012年2月10日 - ティンクル☆くるせいだーす -Passion Star Stream-

mirai所属時
- 2016年8月27日 - ハナヒメ*アブソリュート!
- 2018年7月27日 - 宿星のガールフレンド
- 2018年12月21日 - 宿星のガールフレンド2
- 2019年7月26日 - 宿星のガールフレンド3
- 2019年10月3日 - 宿星のガールフレンド BugBug EDITION
- 2020年3月27日 - 宿星のガールフレンドALLSTAR

DMM GAMES
- 2023年夏 - ティンクルスターナイツ（企画・監修）[4]

### ライトノベル
- ある日、神様がスマホにおわしまして（雨野智晴著、GA文庫）